# Barbe-Rouge

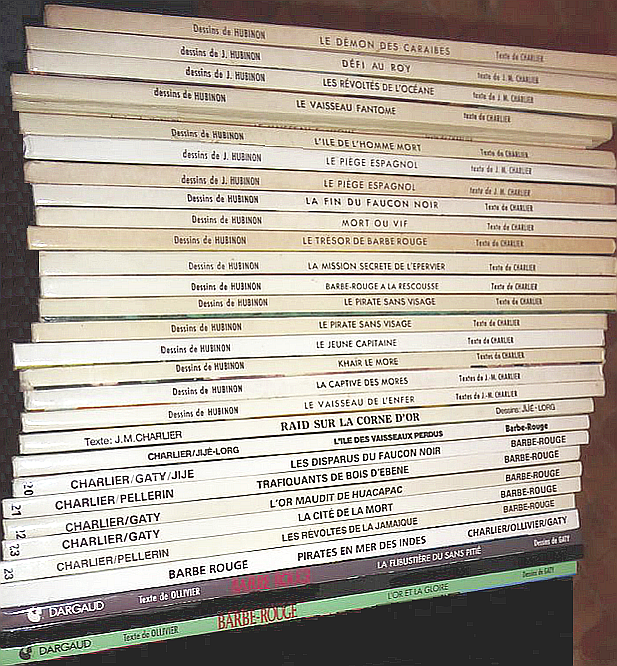
La collection des albums de Barbe-Rouge.

Barbe-Rouge est une série de bande dessinée des auteurs belges Jean-Michel Charlier (scénario) et Victor Hubinon (dessin), qui relate les aventures du pirate Barbe-Rouge au temps des flibustiers.

## Histoire
Publiée par Pilote dès son premier numéro le 29 octobre 1959, cette série paraît ensuite directement sous forme d'albums et passe dans le magazine Super As à partir de 1979.
À la mort de Hubinon en 1979, et jusqu'en 1982, le dessin est repris par Jijé (du tome 18 : Raid sur la Corne d'Or au 21 : Les Disparus du Faucon Noir) et son fils Laurent Gillain – qui signe Lorg. Lorsque Jijé meurt, il est remplacé par deux dessinateurs qui, cas alors inédit dans l'histoire de la BD franco-belge, travaillent chacun sur leur album : Christian Gaty, dont le trait reste fidèle à celui de Jijé, et Patrice Pellerin, plus proche de Jean Giraud. Les albums sont édités par Dargaud depuis 1994.
Barbe-Rouge, à l'instar de Buck Danny ou de Blueberry, ne disparaît pas avec son scénariste Jean-Michel Charlier le 10 juillet 1989, le scénario de la série étant repris par Jean Ollivier. 
Didier Convard et André Juillard rendent hommage en 1998 à Barbe-Rouge, avec un petit livre intitulé La marée de St Jean.
En  1999, la série est confiée à deux jeunes auteurs, le scénariste Christian Perrissin (déjà créateur de La jeunesse de Barbe-Rouge avec Daniel Redondo) et le dessinateur Marc Bourgne. Quatre albums paraissent, colorisés par Jean-Jacques Chagnaud. En 2004, Dargaud suggère à Perrissin et Bourgne l'arrêt de la série .
Par la suite, le scénariste Fabien Nury (Il était une fois en France, W.E.S.T....) écrit un synopsis racontant la "mort" de Barbe-Rouge. Dargaud cherche alors un dessinateur : Olivier Taduc (Chinaman) décline la proposition, Frédéric Toublanc (Vasco) fait des essais avant de se voir plutôt confier Tanguy et Laverdure. Finalement, Philippe Aymond (Lady S.) se déclare intéressé. Entretemps, Nury est passé à autre chose : il autorise Aymond à développer lui-même son synopsis. Mais pour d'obscures raisons, Aymond est laissé dans le flou et le projet n'aboutit pas.
En 2019 Dargaud annonce le retour de Barbe-Rouge sous les plumes de Jean-Charles Kraehn et Stefano Carloni, avec un diptyque qui s'appellera Pendu haut et court ; la parution est prévue pour 2020.

## Synopsis
Cette bande dessinée d'aventure invite à embarquer à bord du Faucon Noir, le vaisseau du pirate Barbe-Rouge, qui, sous le surnom de « Démon des Caraïbes », sème la terreur sur les sept mers au temps de la flibuste. 
Au cours de l'attaque d'un navire dont tous les passagers et les membres de l'équipage sont massacrés, Barbe-Rouge épargne un bébé qui a été le seul à ne pas trembler devant lui, qu'il adopte et baptise Éric. N'ayant ni femme, ni enfant, Barbe-Rouge compte bien en faire un pirate, mais le garçon est plus que réticent. Pour ne pas perdre l'affection de ce fils adoptif, le Barbe-Rouge se met de temps en temps au service du roi de France pour combattre ses ennemis espagnols et anglais. Toujours accompagnés de Baba, géant noir, et de Triple-Patte, savant unijambiste, les deux héros passent d'un océan à un autre afin de se battre pour la bonne cause, mais aussi pour découvrir des trésors ou secourir de belles captives.
La vedette de nombreux épisodes est tenue par Éric, qui tient le rôle de héros « positif » de la série, Barbe-Rouge étant parfois ramené au rang de second rôle. Éric prendra comme nom de famille Lerouge pour se dissocier du passé de pirate de son père adoptif.

## Les personnages

### Personnages principaux
- Barbe-Rouge : on ne connaît que son surnom dans la série principale mais on apprend, dans la série La jeunesse de Barbe-rouge de Daniel Redondo et Christian Perrissin, qu'il s'agit d'un Breton, et que son nom d'origine est Jean-Baptiste Cornic. Physiquement très fort et très habile aux armes, quoique borgne de l'œil droit, ce meneur d'hommes est fier, intelligent, intrépide, sans pitié, sans foi ni loi.
- Éric, son fils adoptif, qui se fera appeler plus tard Éric Lerouge.
- Triple-Patte — son vrai nom pourrait être « Joseph Velu »[4] — vieil érudit polyglotte unijambiste avec jambe de bois qui ne peut se déplacer qu'avec l'aide d'une béquille, d'où son surnom. Il a contribué à l'éducation d'Éric.
- Baba, géant noir, ancien esclave libéré par Barbe-Rouge. Fidèle.

### Personnages secondaires
- Brigitte de Montfort, vraie mère d'Éric. À l'origine elle l'avait appelé Thierry.
- Henri de Montfort, véritable père d'Éric.
- Don Enrique, fils du vice-roi de Carthagène. Il a été otage à bord du Faucon Noir.

## Particularités
L'auteur, Jean-Michel Charlier, place l'histoire dans un environnement historique assez fantaisiste, même s'il cite de nombreuses sources en bas de pages et intègre ses personnages dans des événements historiques réels. La plupart des objets, appellations, descriptifs et moments historiques sont réalistes, mais il n'en demeure pas moins que ce contexte historique marqué induit sur certains albums quelques imbroglios de date. 
Ainsi, l'histoire commence en 1715 (date citée dans le tome 1), avec l'adoption par Barbe-Rouge d'un Eric alors bébé. Si on considère que le fils de Barbe-Rouge est âgé de 25 ans lors de ses aventures, on peut donc situer l'action de la série autour de 1740. Pourtant, il est fait mention de Louis XIV quand Eric est condamné aux galères puis gracié et restauré dans ses honneurs et titres à la suite de ses exploits, alors que le roi-soleil est mort en 1715. Plus tard dans la série, ce sera plus logiquement de Louis XV (roi de France de 1715 à 1774) qu'il sera fait mention lorsqu'il s'agira pour Eric d'aller avec son vaisseau « l'Épervier » au secours de Fort-Royal (futur Fort-de-France) à la Martinique.

## Albums
Les deux premières histoires sont parues dans le journal Pilote et faisaient plus de 60 planches. Mais quand il a fallu les faire paraître en album, les (alors toutes jeunes) éditions Dargaud n'avaient pas les moyens de publier des albums de plus de 47 pages. Les deux histoires ont donc été redécoupées en trois albums de la façon suivante :
1) Le Démon des Caraïbes (62 planches) est devenu en album Le démon des Caraïbes pour les 47 premières planches et les 15 restantes ont été intégrées au début de l'album Le Roi des sept mers.
2) Le Roi des sept mers (62 planches) est devenu en album Le Roi des sept mers pour les 32 premières planches et Le Jeune Capitaine pour les 30 dernières. Celui-ci s'est vu rajouter deux histoires courtes (L’Or du San Cristobal et Le cobra) pour compléter le tome. Le Jeune capitaine (donc en fait la fin du Roi des sept mers) n'a cependant été publié en album qu'en 1981 alors qu'il date de 1962.
Une grande partie des tomes ont changé de titre pour la publication en album. Ces titres alternatifs sont indiqués entre parenthèses dans la bibliographie ci-après.
L'édition récente de l'intégrale (la seule disponible actuellement dans le commerce) Barbe Rouge est, elle, chronologique (à l'exception des deux histoires courtes qui se sont retrouvées dans le tome 9 pour des questions de publication). Notons enfin que la planche 16 du Démon Des Caraïbes n'a jamais été publiée en album.
La liste ci-dessous récapitule l'ensemble des épisodes parus :
Chez Dargaud dans la collection « Pilote »

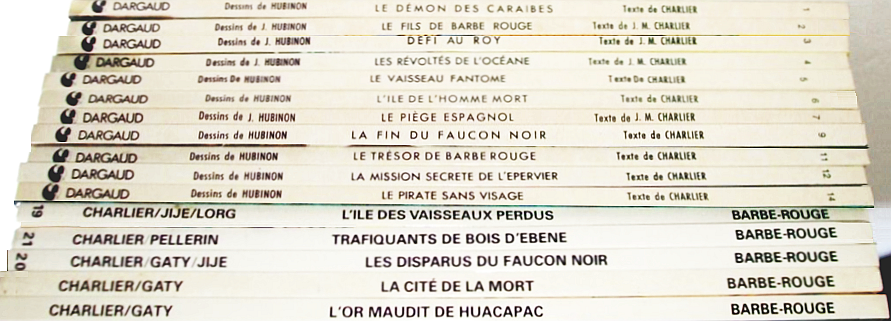
Les premiers volumes de Barbe-Rouge.

- Épisode 1 Le Démon des Caraïbes - 1961 - Scénario de Charlier, dessin de Hubinon
- Épisode 2  Le Roi des Sept Mers - 1962 - Scénario de Charlier, dessin de Hubinon
- Épisode 4 Le Fils de Barbe-Rouge (Le capitaine sans nom) - 1963 - Scénario de Charlier, dessin de Hubinon
- Épisode 5 Défi au Roy (Échec au Roy) - 1964 - Scénario de Charlier, dessin de Hubinon
- Épisode 6 Les Révoltés de l'Océane (Le fils de Barbe-Rouge) - 1965 - Scénario de Charlier, dessin de Hubinon
- Épisode 7 Le Vaisseau Fantôme - 1966 - Scénario de Charlier, dessin de Hubinon

Chez Dargaud
- Épisode 3 Le Jeune Capitaine (Le roi des sept mers) - paru dans Pilote en 1962, paru en album en 1981 seulement - Scénario de Charlier, dessin de Hubinon

Chez Dargaud
- Épisode 8 L’Île de l’homme mort (4 planches supprimées dans l'album original)- 1967 - Scénario de Charlier, dessin de Hubinon
- Épisode 9 Le Piège espagnol - 1968 - Scénario de Charlier, dessin de Hubinon
- Épisode 10 La Fin du Faucon Noir - 1969 - Scénario de Charlier, dessin de Hubinon
- Épisode 11 Mort ou vif - 1970 - Scénario de Charlier, dessin de Hubinon
- Épisode 12 Le Trésor de Barbe-Rouge - 1971 - Scénario de Charlier, dessin de Hubinon
- Épisode 13 La Mission secrète de l'Épervier - 1971 - Scénario de Charlier, dessin de Hubinon
- Épisode 14 Barbe-Rouge à la rescousse - 1972 - Scénario de Charlier, dessin de Hubinon
- Épisode 15 Le Pirate sans visage - 1972 - Scénario de Charlier, dessin de Hubinon
- Épisode 16 Khaïr le More (Sus Aux Barbaresques) - 1973 - Scénario de Charlier, dessin de Hubinon
- Épisode 17 La Captive des Mores (La Captive) - 1973 - Scénario de Charlier, dessin de Hubinon
- Épisode 18 Le Vaisseau de l'enfer - 1974 - Scénario de Charlier, dessin de Hubinon

Chez Fleurus
- Épisode 19 Raid sur la Corne d'Or (Le Feu De L'Enfer)- 1979 - Scénario de Charlier, dessin de Jijé et Lorg[5]
- Épisode 20 L'Île des vaisseaux perdus - 1980 - Scénario de Charlier, dessin de Jijé et Lorg

Chez Novedi (catalogue Hachette)
- Épisode 21 Les Disparus du Faucon Noir - 1982 - Scénario de Charlier, dessin de Jijé et Gaty
- Épisode 22 Trafiquants de bois d'ébène - 1983 - Scénario de Charlier, dessin de Pellerin
- Épisode 23 L'Or maudit de Huacapac - 1984 - Scénario de Charlier, dessin de Gaty
- Épisode 24 La Cité de la mort - 1987 - Scénario de Charlier, dessin de Gaty
- Épisode 25 Les Révoltés de la Jamaïque - 1987 - Scénario de Charlier, dessin de Pellerin

Chez Alpen Publishers
- Épisode 26 Pirates en Mer des Indes - 1991 - Scénario de Charlier et Ollivier, dessin de Gaty
- Épisode 27 La Fiancée du Grand Moghol - 1992 - Scénario d'Ollivier, dessin de Gaty

Chez Dargaud
- Épisode 28 La Flibustière du Sans-Pitié - 1994 - Scénario d'Ollivier, dessin de Gaty
- Épisode 29 A nous la Tortue - 1995 - Scénario d'Ollivier, dessin de Gaty
- Épisode 30 L'Or et la gloire - 1996 - Scénario d'Ollivier, dessin de Gaty
- Épisode 31 La Guerre des pirates - 1997 - Scénario d'Ollivier, dessin de Gaty
- Épisode 32 L'Ombre du Démon - 1999 - Scénario de Perrissin, dessin de Bourgne[6]
- Épisode 33 Le Chemin de l'Inca - 2000 - Scénario de Perrissin, dessin de Bourgne
- Épisode 34 Le Secret d'Elisa Davis T1 - 2001 - Scénario de Perrissin, dessin de Bourgne
- Épisode 35 Le Secret d'Elisa Davis T2 - 2004 - Scénario de Perrissin, dessin de Bourgne

Épisodes hors-série (réunis dans l'intégrale no 9)
- 3bis L'Or Du San-Cristobal 1968
- 3ter Le Cobra 1969

### Éditions intégrales de la série régulière
- L'Intégrale Barbe-Rouge, Dargaud :

1. Le Démon des Caraïbes 1992 (épisodes 1, 2, 3)
2. Le Capitaine sans nom 1992 (épisodes 4, 5, 6)
3. Le Vaisseau fantôme 1993 (épisodes 7, 8, 9)
4. La Fin du Faucon Noir 1994 (épisodes 10, 11, 12)
5. Le Pirate sans visage 1995 (épisodes 13, 14, 15)
6. La Captive des maures 1996 (épisodes 16, 17, 18)
7. Les Disparus du Faucon Noir 1997 (épisodes 19, 20, 21)
8. La Cité de la mort 1998 (épisodes 22, 23, 24)
9. Les Révoltés de la Jamaïque 1999 (épisodes 25, 3bis, 3ter)[8]
10. Pirates en mer des Indes 2000 (épisodes 26, 27, 28)
11. La Guerre des pirates 2001 (épisodes 29, 30, 31)

- Barbe-Rouge : L'Intégrale, Dargaud :

Cette nouvelle intégrale, qui respecte la chronologie des premières publications, ne correspond pas à l'ancienne. Les tomes sont divisés de manière différente à partir du tome 5. Les titres changent à partir du tome 7.
1. Le Démon des Caraïbes 2013 (épisodes 1, 2, 3) ; dossier de Gilles Ratier et Jacques Pessis
2. Le Capitaine sans nom 2013 (épisodes 4, 5, 6) ; dossier de Gilles Ratier et Jacques Pessis
3. Le Vaisseau fantôme 2014 (épisodes 7, 8, 9) ; dossier de Gilles Ratier et Jacques Pessis
4. La Fin du Faucon Noir 2014 (épisodes 10, 11, 12) ; dossier de Gilles Ratier et Jacques Pessis
5. Le Pirate sans visage 2015 (épisodes 13, 14, 15, 3bis) ; dossier de Gilles Ratier et Jacques Pessis
6. La Captive des mores 2015 (épisodes 16, 17, 18, 3ter) ; dossier de Gilles Ratier, Brieg Haslé-Le Gall et Jacques Pessis
7. Échec aux négriers 2016 (épisodes 22, 25) ; dossier de Brieg Haslé-Le Gall
8. L'Île des vaisseaux perdus 2016 (épisodes 19, 20) ; dossier de Brieg Haslé-Le Gall
9. L'Empereur au masque d'or 2017 (épisodes 21, 23, 24) ; dossier de Brieg Haslé-Le Gall
10. Pirates en Mer des Indes 2017 (épisodes 26, 27, 28) ; dossier de Brieg Haslé-Le Gall
11. L'Or et la Gloire 2018 (épisodes 29, 30, 31) ; dossier de Brieg Haslé-Le Gall
12. L'Ombre du Démon 2018 (épisodes 32, 33) ; dossier de Brieg Haslé-Le Gall
13. Le Secret d'Elisa Davis 2019 (épisodes 34 et 35) ; dossier de Brieg Haslé-Le Gall

### La Jeunesse de Barbe-Rouge(1996-2001)
- Christian Perrissin (scénario) et Daniel Redondo (dessin), La Jeunesse de Barbe-Rouge, Dargaud :

1. Les Frères de la côte, 1996.
2. La Fosse aux lions, 1997.
3. Le Duel des capitaines, 1998[9].
4. L'Ile du Démon rouge, 1999.
5. Les Mutinés de Port-Royal, 2001.

### Les Nouvelles Aventures de Barbe-Rouge(2020- )
- Jean-Charles Kraehn (scénario) et Stefano Carloni (dessin), Les Nouvelles Aventures de Barbe-Rouge, Dargaud :

1. Pendu haut et court, 2020  (ISBN 978-2-205-08198-5).
2. Les Chiens de mer, 2021  (ISBN 978-2-205-08902-8).

## Adaptations audiovisuelles
- Le Démon des Caraïbes : disque 33 tours 25 cm réalisé par Guy Bertet (Festival - Le Disque d'aventure), adaptation des tomes 7 et 8, avec Roger Carel (Baba) et José Artur (Morales).
- 1997 : Barbe-Rouge : série télévisée d'animation de 26 épisodes de 26 minutes réalisée par Jean Cubaud.

## Parodie dansAstérix
Une parodie de Barbe-Rouge et de son équipage est apparue dans le quatrième album de la série Astérix, Astérix gladiateur : le bateau du flibustier se faisait rapidement couler par Astérix et Obélix. Née d’une plaisanterie de René Goscinny à l’égard de Jean-Michel Charlier, l’apparition de l’équipage pirate a fini par devenir un gag récurrent dans les albums d’Astérix, leur bateau étant régulièrement coulé par les Gaulois. Ce qui a entraîné un cas presque unique de personnage de bande dessinée transformé, sous une forme parodique, en personnage régulier d’une autre série.
La référence à la série originelle a été partiellement estompée, Albert Uderzo modifiant au fil des épisodes l’allure du capitaine pirate, qui n’est d’ailleurs jamais nommé dans les albums (il est néanmoins nommé « Barbe-Rouge » dans le film Astérix & Obélix : Mission Cléopâtre) : la silhouette devient plus épaisse et sa barbe devient plus blonde que rousse. Les personnages de Barbe-Rouge utilisés dans les albums d’Astérix sont Barbe-Rouge, Baba et Triple-patte. Éric n’apparaît que dans Le Tour de Gaule d'Astérix, sous le nom d’Érix. Dans l'album suivant, Astérix et Cléopâtre, Barbe-Rouge dit l’avoir laissé en garantie contre un nouveau bateau (qui sera coulé peu après).
Ces personnages apparaissent dans le film Astérix & Obélix : Mission Cléopâtre où ils sont interprétés respectivement par Bernard Farcy (Barbe-Rouge), Mouss Diouf (Baba) et Michel Crémadès (Triple-Patte).
On les retrouvera dans le film Astérix et Obélix : Au service de sa Majesté sous les traits de Gérard Jugnot (Barbe-Rouge), Christophe Denis (Baba) et Jacques Herlin (Triple-Patte).

## Autre parodie
En 1974, dans la bande dessinée de science-fiction de Mœbius Le Bandard Fou, les pirates font une apparition sur les planches 11 et 12. Mais leur bateau est un navire à vapeur. Baba se trouve à la vigie et tousse à cause de la fumée. Barbe-Rouge et Triple-Patte (affublé d'un bonnet de fou) sont sur le pont. Leur navire est pulvérisé par le vaisseau spatial du Bandard Fou et les pirates se retrouvent à la mer. 